# Panesthia shelfordi
Panesthia shelfordi es una especie de cucaracha del género Panesthia, familia Blaberidae.

## Distribución
Esta especie se encuentra en Malasia.